# Desplazamiento (náutica)

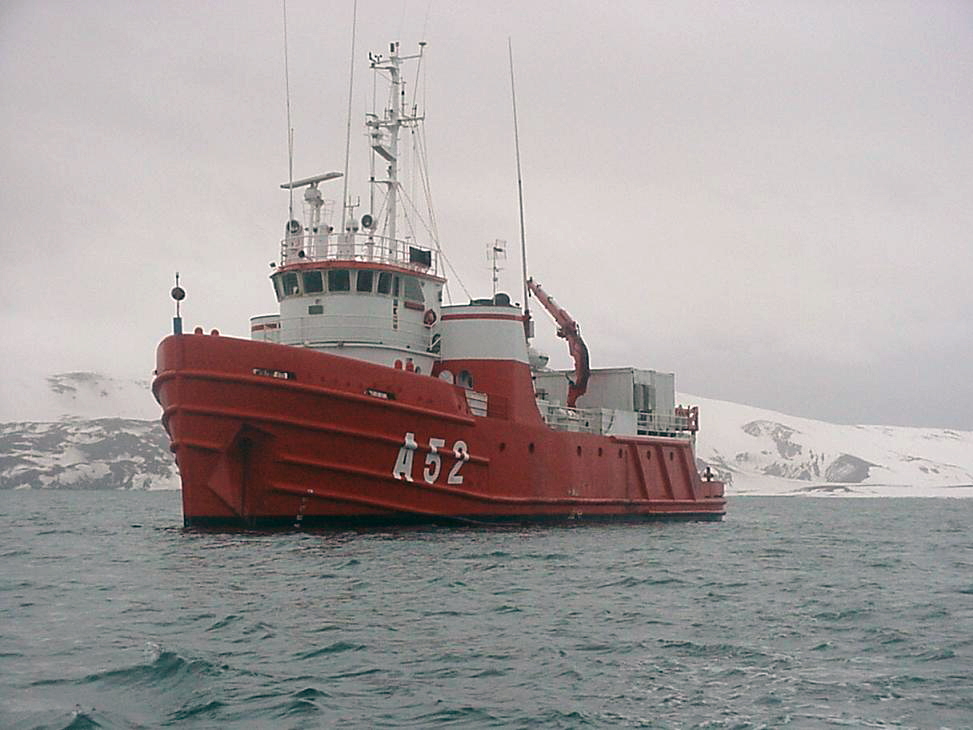
El desplazamiento de un buque (Δ) es el peso del agua desalojada en su flotabilidad según el principio de Arquímedes.

En náutica, el desplazamiento de un buque (Δ) es el peso del mismo para una condición determinada de carga.

## Descripción
El desplazamiento se define como Δ = volumen sumergido por el peso específico del agua en que flota, y representa el peso del agua desplazada por este volumen (principio de Arquímedes).
La unidad utilizada es toneladas y, en el sistema anglosajón, toneladas largas (en inglés, long tons).

## Tipos
Desde el punto de vista de la teoría del buque se distinguen:
- Desplazamiento en rosca, Δr (en inglés, lightweight displacement): es el peso del buque tal como lo entrega el astillero; esto es, sin combustible, pertrechos, víveres ni tripulantes.
- Desplazamiento en estándar, desplazamiento liviano, Δe Es el peso del buque completo, además de equipos (botes, instrumentos de navegación, etc.) más tripulación con su equipaje, líquidos en circulación, víveres, munición (en los buques de guerra), agua dulce y aceite lubricante. Quedarían excluidas el combustible y el agua de reserva para las calderas.
- Desplazamiento en lastre, Δl: es el peso del buque en rosca más todo lo necesario para que pueda navegar (combustible, agua potable, provisiones y pertrechos), pero sin carga.
- Desplazamiento máximo, Δm: es el peso que alcanza cuando está sumergido hasta la línea de máxima carga (agua de mar en verano de la marca de Plimsoll).

El dato de «desplazamiento» de un buque, si no se especifica otra cosa, se refiere al desplazamiento máximo.
La diferencia entre el desplazamiento máximo y el desplazamiento en rosca se denomina «tonelaje de porte bruto» o «tonelaje de peso muerto», TPM (en inglés, deadweight tonnage). Así, el tonelaje de peso muerto incluye el peso de la carga, incluyendo pasajeros y tripulación, y el de los consumibles (combustible, víveres, agua potable...) mencionado más arriba.
La diferencia entre el desplazamiento máximo y el desplazamiento en lastre se conoce como «capacidad de carga», que indica el peso de la carga que es posible transportar en ese buque. No es utilizado habitualmente por los navieros y agentes de transporte marítimo.

## Atributos de la carena adrizada
Entre la condición de desplazamiento en rosca y la de desplazamiento máximo existen infinitos valores intermedios. A medida que el buque se va sumergiendo, conforme aumenta su desplazamiento, varían toda una serie de valores, como: calado para agua de mar, calado para agua dulce, área del plano de flotación, posición del centro de flotación, volumen de carena, área de la sección maestra sumergida, momento de asiento unitario, posición del metacentro transversal, etc.
Todos estos parámetros y otros más, constituyen los atributos de la carena adrizada o derecha y son una característica de cada casco. Los astilleros entregan esta información mediante tablas y curvas denominadas curvas de hidrostáticas, lo que permite conocer todos estos valores para cualquier condición de desplazamiento entre los mencionados extremos.
Un buque siempre tiene el mismo desplazamiento para una misma condición de carga cuando flota  en agua salada o agua dulce. Lo que resulta diferente es el calado medio, fruto de la diferencia de densidad (1,025 t/m³ el agua de mar y 1,000 t/m³ el agua dulce). Esta diferencia es lo que se conoce como permiso de agua dulce.